# 林復振
林復振有限公司（簡稱：林復振商店），位於台灣台北市的迪化街商圈（大稻埕），是一間從清朝經營至今的百年老店。

## 歷史

### 創業時期
清朝咸豐時期，林家祖先，下郊領袖林右藻在頂下郊拚戰敗後，率領同安縣人，撤退至大稻埕，建立了「復振」、「復源」、「復興」三間商號。同時與大稻埕其他商行一同開拓大稻埕的商業機會，與香港、廈門進行商業貿易。林右藻家族隨陳浩然家族及「下郊」同安人等一同籌募資金，蓋了現今大稻埕的歷史及觀光景點：「霞海城隍廟」及「大稻埕媽祖宮」（今稱慈聖宮）。
林右藻曾於同治年間與官府一起打擊海盜，其後逐漸成為當地商業領袖，更被譽為大稻埕的開基人物。因後代子孫在晚清時期，多數轉往教育界，並搬往其他地區居住，原有的三間商號僅剩「林復振」持續經營。

### 代理日本紅帽子禮盒
1984年，林復振與日本蒂沃利集團洽談代理業務，引進TIVOLINA「赤い帽子」紅帽子（高帽子）禮盒，成為該品牌在台的第一間代理公司。紅帽子高級精緻的西式喜餅，風靡了台灣喜餅市場。林復振商行所提供的產品服務，就由原本的南北乾貨商店，增加了西式喜餅的訂購服務。

### 婚宴禮品販售
在經營西式喜餅服務的過程中，林復振商行發現了其實現代的年輕人雖然在喜餅的挑選上偏向選擇西式喜餅，但傳統的婚宴習俗並沒有隨著喜餅西式化而簡化改變。經常看著新人和家長被習俗禮儀受限而產生爭執的林復振商行，開始在商店中提供新人詢問台灣婚宴的傳統結婚習俗，並提供台灣訂結婚習俗時必有的「香燭與禮炮」、「結婚六樣或十二樣禮」等，讓新人在訂購西式喜餅時一起選購。
其後隨著紅帽子喜餅的高級喜餅風潮吹起，親戚所經營的新順益也加入代理紅帽子喜餅的行列。

### 進口食品及調味品
經營商行的過程中，林復振商行了解到主婦顧客多數沒有交通工具，經常在購買乾貨後，還得忍受趕往市場購買其他新鮮食材的不方便。於是林復振商行開始向日本進口新鮮的冷凍海鮮、加工食品、調味品及罐頭……等，希望能提供顧客能方便地選購其他食材，減少採購食材的不便。

## 年表
- 清道光中葉 ， 祖先林右藻跟著父親前往台灣
- 清咸豐三年 ， 漳泉械鬥移居至大稻埕。
- 清咸豐五年 ， 右藻家族隨陳浩然家族、以及「下郊」同安人等鄉親，一同籌募資金，蓋了「霞海城隍廟」及「大稻埕媽祖宮(大稻埕慈聖宮)」
- 清同治時期， 林右藻家族隨官府打擊海盜。
- 晚清 ， 清朝時期建立的「復振」、「復源」、「復興」三間商號，因後代子孫在晚清時期時，多數轉往教育及搬往其他地區，也因此僅剩侄孫輩繼續經營「林復振」商行
- 民國六十九年 ， 二月十五日(農曆十二月二十九日除夕)蔣總統經國 先生暨台北市長李登輝 先生蒞臨本店參觀指導。
- 民國七十三年 ， 林復振商行在民國七十三年(西元1984年)，首先引進日本TIVOLINA高帽子禮盒，成為台灣第一家總代理公司。
- 民國七十五年 ， 進口日本進口食材及冷凍鮮食。
- 民國八十三年 ， 紅帽子禮盒日本公司前往台灣舉辦活動
- 民國八十七年 ， 獲贈台北市政府頒發「台北百年老店」獎座以及證書。

## 資料來源
1. ↑  . 中央研究院數位典藏資源網.   [2017-10-19]. （原始内容存档于2020-08-09）.

- 郭啟傳. . 台灣: 國家圖書館. 民國92年12月: 頁238  [2011-02-24]. （原始内容存档于2016-03-04） （中文（繁體））. 特福建同安人。道光中葉，以隨父經商渡臺，寄籍艋舺八甲莊。及長，產日殖，下郊奉為領袖。咸豐三年（1853），漳泉械鬥，右藻為同安人首，戰敗，退入大稻埕奎府聚社，就地建街，自設「林復振」、「林復源」、「林復興」等號，復組三郊，與香港、廈門互為懋遷，並親訪閩南一帶船行，洽在稻江建埠，裝卸貨物，自是大稻埕遂為都會。同治二年（1863）海賊李罔剽掠，右藻出貲練勇，隨軍剿捕，事平敘功，獎六品頂戴。光緒初卒，年歲不詳。
- 林復振商店. .   [2025-03-14查閱]. （原始内容存档于2013-03-10） （中文（繁體））. 引用的相關原文
- 林復振商店. .   [2025-03-14查閱]. （原始内容存档于2020-11-25） （中文（繁體））. 引用的相關原文

## 外部連結
- 林復振商店 （页面存档备份，存于）